# Шило (1905)
„Шило“ е хектографски вестник на Прилепския комитет на Вътрешната македоно-одринска революционна организация, издаван в началото на 1905 година в Османската империя.

## История
Редактира се от учителите Петър Мърмев, Георги Палисламов, Тодор Попадамов, начело с Йордан Ангелов. Вестникът води борба със сръбската и гръцката пропаганда и се бори с неморалните прояви и корупцията. Като редактор фигурира валията на Солунския вилает Хюсеин Хилми паша, а като отговорен редактор - прилепският каймакамин Шахин бей. Мотото му е „Македония за македонците“. Излизат 10 броя. Хектографиран е в къщата на Стойна Бавчанка в Прилеп.
Милан Матов пише за вестника:
| „ | Адамов, Илия Биолчев, Мърмев, Палисламов и др. още в [1]905 г., поради забърканото положение в града, тези хора беха започнали да издават едно малко вестниче „Шило“, което систематично критикуваше тогавашните нови идеи както на върховистите в лицето на Йордан Тренков, така и на сарафистите в лицето на битолския поп Търпо и Петър Котев Лигушев. Макар че не излезоха много броеве от тоя вестник, то той разведри лошата атмосфера както в града, така и в околията. | “ |